# Jaroslav Kovár
Jaroslav Kovar (né le 12 mai 1934 et mort le 14 février 2015) est un athlète tchécoslovaque, spécialiste du saut en hauteur.

## Biographie
Il remporte la médaille de bronze du saut en hauteur lors des championnats d'Europe d'athlétisme 1954, à Berne, établissant la meilleure marque de sa carrière avec 1,96 m.

### Palmarès
| Date | Compétition           | Lieu  | Résultat | Épreuve         | Performance |
| ---- | --------------------- | ----- | -------- | --------------- | ----------- |
| 1954 | Championnats d'Europe | Berne | 3e       | Saut en hauteur | 1,96 m      |

### Records
| Épreuve         | Performance | Lieu  | Date         |
| --------------- | ----------- | ----- | ------------ |
| Saut en hauteur | 1,96 m      | Berne | 29 août 1954 |